# Cybex

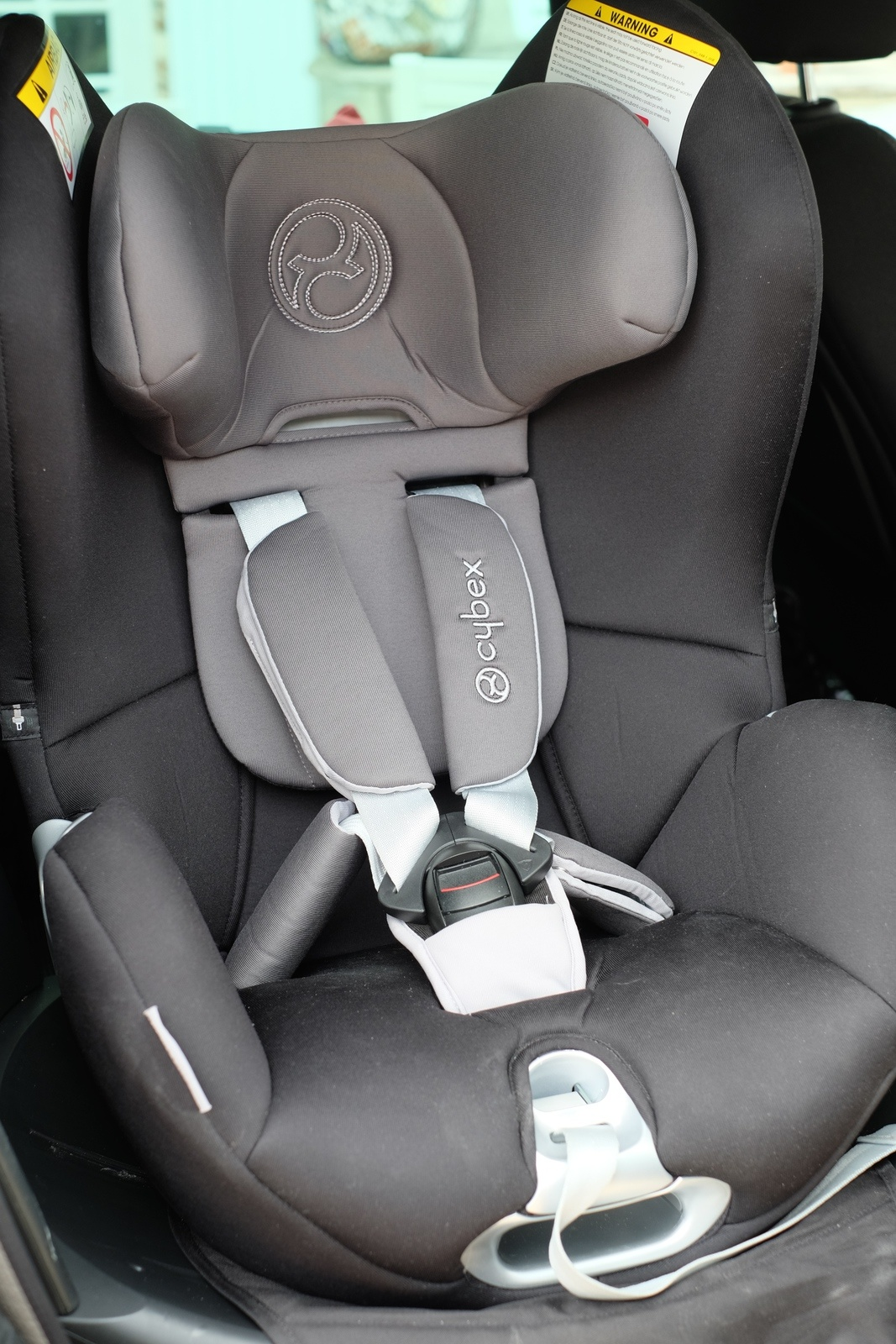
Kindersitz von Cybex

Cybex ist ein Hersteller von Produkten für Kindersicherheit (Autokindersitze, Kinderwagen, Babytragen) mit Sitz in Bayreuth.

## Geschichte
Cybex wurde 2005 von Martin Pos in Kulmbach gegründet. 2010 beschäftigte das Unternehmen über 100 Mitarbeiter und erzielte einen Umsatz von 37 Millionen Euro.
2014 wurde Cybex an den chinesischen Kindersicherheitshersteller Goodbaby International verkauft.
Im November 2021 wurde der Kindersitz Anoris T-I Size mit integriertem Airbag in den Markt eingeführt.

## Standorte
Das Unternehmen hat Standorte in Hongkong, Kulmbach und Bayreuth und vertreibt seine Produkte international.  

## Produkte
Cybex stellt Produkte und Systeme für den Transport von Babys und Kindern bis zum Alter von 12 Jahren her:
- Auto-Kindersitze und Babyschalen
- Kinderwagen